# Piazza Bologna
La Piazza Bologna est une place de Rome en Italie, située à l'intersection du viale delle Provincie et du viale Ventuno Aprile, dans le rione de Nomentano.

## Histoire
La place, de forme ovoïde, est ouverte au début du XVIIIe siècle afin de favoriser la circulation au centre du quartier de Nomentano. Elle est dédiée à la capitale émilienne Bologne.

## Monuments
La place accueille un imposant édifice romain de Poste italiane (et le bureau principal du quartier de Nomentano) réalisé en 1935 dans le style futuriste par les architectes Mario Ridolfi et Mario Fagiolo.

## Accès
La Piazza Bologna est accessible par la ligne B du métro de Rome à la station Bologna.